# Ceratocystis eucastaneae
Ceratocystis eucastaneae är en svampart som beskrevs av R.W. Davidson 1978. Ceratocystis eucastaneae ingår i släktet Ceratocystis och familjen Ceratocystidaceae.   Inga underarter finns listade i Catalogue of Life.